# Campeonato Sub-19 femenino de la AFC de 2013
El Campeonato Sub-19 femenino de la AFC de 2013 fue la sexta edición del Campeonato Sub-19 femenino de la AFC. Se llevó a cabo del 11 al 20 de octubre de 2013 en Nankín, China. Los tres primeros clasificaron para la Copa Mundial Femenina de Fútbol Sub-20 de 2014.

## Clasificación
La primera ronda de clasificación tuvo lugar del 17 al 24 de octubre de 2012. La segunda ronda se jugó del 2 al 9 de diciembre de 2012.  Birmania ganó el único lugar de clasificación para el torneo final.

## Equipos participantes
| - Australia - China | - Japón - Birmania | - Corea del Norte - Corea del Sur |

1. Birmania se clasificó para el torneo final al vencer a  Tailandia en el desempate decisivo 1-0.

## Formato
Los equipos jugaron entre sí una vez. No hubo etapa eliminatoria.
Si dos o más equipos estaban igualados en puntos al completar los partidos del grupo, se aplicaron los siguientes criterios para determinar la clasificación.
1. Mayor número de puntos obtenidos en los partidos de grupo entre los equipos involucrados;
2. Diferencia de goles resultante de los partidos de grupo entre los equipos involucrados;
3. Mayor número de goles marcados en los partidos de grupo entre los equipos involucrados;
4. Diferencia de goles en todos los partidos de grupo;
5. Mayor número de goles marcados en todos los partidos de grupo;
6. Tiros desde el punto penal si solo participan dos equipos y ambos están en el campo de juego;
7. Menos puntaje calculado de acuerdo con el número de tarjetas amarillas y rojas recibidas en los partidos de grupo;
8. Dibujo de lotes.

## Fase final
| Equipo          | PJ | PG | PE | PP | GF | GC | Dif. | Pts. |
| --------------- | -- | -- | -- | -- | -- | -- | ---- | ---- |
| Corea del Sur   | 5  | 4  | 1  | 0  | 15 | 4  | +11  | 13   |
| Corea del Norte | 5  | 3  | 1  | 1  | 10 | 4  | +6   | 10   |
| China           | 5  | 2  | 2  | 1  | 14 | 6  | +8   | 8    |
| Japón           | 5  | 2  | 2  | 1  | 11 | 4  | +7   | 8    |
| Australia       | 5  | 1  | 0  | 4  | 6  | 12 | -6   | 3    |
| Birmania        | 5  | 0  | 0  | 5  | 0  | 26 | -26  | 0    |

| 11 de octubre de 2013 | China                 | 2-2     | Corea del Sur             | Jiangning Sports Center,                                   |                                                            |
| 14:00                 | Beiyan 29' · Duan 76' | Reporte | Sel-gi 52' · Geum-min 89' | Asistencia: 200 espectadores Árbitro(s): Sachiko Yamagishi | Asistencia: 200 espectadores Árbitro(s): Sachiko Yamagishi |

| 11 de octubre de 2013 | Japón                                                                                     | 7-0     | Birmania | Jiangning Sports Center,                                   |                                                            |
| 16:30                 | Shiraki 8' · kurishima 10' · Tanaka 12', 16' · Michigami 26' · Hamamoto 66' · Inoue 90+2' | Reporte |          | Asistencia: 700 espectadores Árbitro(s): Pannipar Kamnueng | Asistencia: 700 espectadores Árbitro(s): Pannipar Kamnueng |

| 11 de octubre de 2013 | Corea del Norte                                          | 6-2     | Australia              | Jiangning Sports Center,                          |                                                   |
| 16:30                 | Phyong-hwa 2' · So-hyang 13', 52' · Un-sim 67', 70', 84' | Reporte | Logarzo 39' · Raso 77' | Asistencia: 81 espectadores Árbitro(s): Qin Liang | Asistencia: 81 espectadores Árbitro(s): Qin Liang |

| 13 de octubre de 2013 | Corea del Sur                                    | 7-0     | Birmania | Jiangning Sports Center,                              |                                                       |
| 14:00                 | Selg-gi 12', 17', 21', 53', 78' · Yu-ri 33', 38' | Reporte |          | Asistencia: 30 espectadores Árbitro(s): Maria Rebello | Asistencia: 30 espectadores Árbitro(s): Maria Rebello |

| 13 de octubre de 2013 | Australia | 0-2     | Japón                     | Jiangning Sports Center,                             |                                                      |
| 14:00                 |           | Reporte | Hasegawa 49' · Sumida 80' | Asistencia: 120 espectadores Árbitro(s): Ri Hyang Ok | Asistencia: 120 espectadores Árbitro(s): Ri Hyang Ok |

| 13 de octubre de 2013 | Corea del Norte | 1-0     | China | Jiangning Sports Center,                                     |                                                              |
| 16:30                 | So-yon 5'       | Reporte |       | Asistencia: 500 espectadores Árbitro(s): Abirami Apbal Naidu | Asistencia: 500 espectadores Árbitro(s): Abirami Apbal Naidu |

| 15 de octubre de 2013 | Japón | 0-2     | Corea del Sur        | Jiangning Sports Center,                                    |                                                             |
| 14:00                 |       | Reporte | In-ji 74' · Yuri 76' | Asistencia: 70 espectadores Árbitro(s): Abirami Apbal Naidu | Asistencia: 70 espectadores Árbitro(s): Abirami Apbal Naidu |

| 15 de octubre de 2013 | Birmania | 0-2     | Corea del Norte              | Jiangsu Football Training Base Stadium,           |                                                   |
| 14:00                 |          | Reporte | Chung-bok 26' · Mi-gyong 88' | Asistencia: 40 espectadores Árbitro(s): Rita Gani | Asistencia: 40 espectadores Árbitro(s): Rita Gani |

| 15 de octubre de 2013 | Australia       | 1-2     | China           | Jiangning Sports Center,                                   |                                                            |
| 16:30                 | Hayley Raso 47' | Reporte | Shuang 78', 79' | Asistencia: 130 espectadores Árbitro(s): Pannipar Kamnueng | Asistencia: 130 espectadores Árbitro(s): Pannipar Kamnueng |

| 18 de octubre de 2013 | Birmania | 0-2     | Australia                    | Jiangsu Football Training Base Stadium,               |                                                       |
| 14:00                 |          | Reporte | Harrison 50' · Whitfield 51' | Asistencia: 61 espectadores Árbitro(s): Maria Rebello | Asistencia: 61 espectadores Árbitro(s): Maria Rebello |

| 18 de octubre de 2013 | Corea del Sur             | 2-1     | Corea del Norte | Jiangning Sports Center,                                   |                                                            |
| 14:00                 | Geum-min 30' · Sei-gi 36' | Reporte | Un-sim 49'      | Asistencia: 130 espectadores Árbitro(s): Sachiko Yamagishi | Asistencia: 130 espectadores Árbitro(s): Sachiko Yamagishi |

| 18 de octubre de 2013 | China                  | 2-2     | Japón                       | Jiangning Sports Center,                           |                                                    |
| 16:33                 | Duan 45' · Mengwen 54' | Reporte | Michigami 27' · Naomoto 58' | Asistencia: 320 espectadores Árbitro(s): Rita Gani | Asistencia: 320 espectadores Árbitro(s): Rita Gani |

| 20 de octubre de 2013 | Japón | 0-0     | Corea del Norte | Jiangning Sports Center,                                   |                                                            |
| 14:00                 |       | Reporte |                 | Asistencia: 120 espectadores Árbitro(s): Pannipar Kamnueng | Asistencia: 120 espectadores Árbitro(s): Pannipar Kamnueng |

| 20 de octubre de 2013 | Australia       | 1-2     | Corea del Sur                  | Jiangsu Football Training Base Stadium,           |                                                   |
| 14:00                 | Yeoman-Dale 33' | Reporte | Sel-gi 20' · So-dam 41 (pen.)' | Asistencia: 60 espectadores Árbitro(s): Qin Liang | Asistencia: 60 espectadores Árbitro(s): Qin Liang |

| 20 de octubre de 2013 | Birmania | 0-8     | China                                                                                | Jiangning Sports Center,                            |                                                     |
| 16:30                 |          | Reporte | Mengwen 11' · Yueyun 16' · Shuang 32', 45', 89' · Duan 34' · Xinzhai 39' · Xiang 57' | Asistencia: 60 espectadores Árbitro(s): Ri Hyang Ok | Asistencia: 60 espectadores Árbitro(s): Ri Hyang Ok |

## Goleadoras
8 goles
 Jang Sei-gi
5 goles
 Wang Shuang
4 goles
 Ri Un-sim
3 goles
| - Choi Yu-ri | - Song Duan |

2 goles
| - Hayley Raso - Li Mengwen | - Ayaka Michigami - Mina Tanaka | - Lee Geum-min - Kim So-hyang |

1 goles
| - Amy Harrison - Chloe Logarzo - Brittany Whitfield - Georgia Yeoman-Dale - Zhu Beiyan - Lu Yueyun - Zhao Xinzhai - Li Xiang | - Akari Kurishima - Akari Shikari - Ayaka Inoue - Marin Hamamoto - Rin Sumida - Hikaru Naomoto - Yui Hasegawa - Kim Inji | - Lee So-dam - Jon So-yon - Kim Phyong-hwa - Choe Chung Bok - Kim Mi Gyong |